# Irma I
Irma I er en dansk dokumentarfilm fra 1956.

## Handling
Om fremstilling og datomærkning af Irma-smør på Mejeriet Kongstedlund.

## Medvirkende
- Helge Kjærulff-Schmidt